# 695 Bella
695 Bella eller 1909 JB är en asteroid i huvudbältet, som upptäcktes 7 november 1909 av den amerikanske astronomen Joel Hastings Metcalf i Taunton.
Asteroiden har en diameter på ungefär 40 kilometer och den tillhör asteroidgruppen Maria.